# 高雄飘拂草
高雄飘拂草（学名：Fimbristylis polytrichoides），又名细叶飘拂草，为莎草科飘拂草属下的一个种，為一年生或多年生植物。該物種主要分佈於台灣南部潮濕砂地。

## 扩展阅读
- 維基物種上的相關：高雄飘拂草